# Hüpfender Kitt

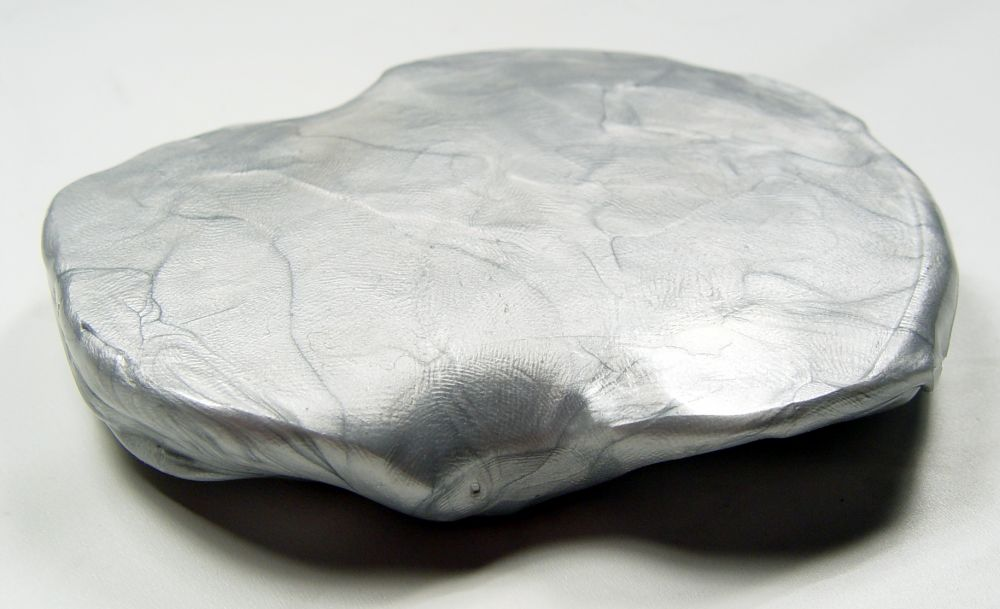
Metallicfarbener Hüpfender Kitt

Hüpfender Kitt oder Hüpfkitt ist eine Knetmasse auf Silikonbasis mit Bor-Gehalt, die je nach Krafteinwirkung unterschiedliche Konsistenzen aufweist.
Weitere geläufige Bezeichnungen sind Hüpfknete, Springknete oder Intelligente Knete.

## Geschichte
Während des Zweiten Weltkriegs besetzte Japan viele Gebiete im Südpazifik, in denen Kautschukbäume sehr verbreitet waren. Infolgedessen litt Amerika unter einer Knappheit an Naturkautschuk, den es vor allem für Reifen und Dichtungen dringend benötigte. Die US-amerikanische Industrie begann daher, nach einem Naturkautschuk-Ersatz zu suchen.
Im Jahr 1943 konzentrierte Earl Warrick, der zuvor mit Verbindungen aus Silizium und Kohlenstoff experimentiert hatte, seine Forschungen darauf, einen synthetischen Ersatz für Gummi zu entwickeln, um den Alliierten einen Vorteil im Krieg zu verschaffen. Zwar konnte er bis zum Ende des Krieges keinen geeigneten Ersatz finden, eines seiner Forschungsergebnisse war jedoch eine hüpfende Knetmasse auf Silikonbasis.
In der heutigen Zeit ist hüpfender Kitt hauptsächlich als Spielzeug bekannt.
Seit dem Ende des Zweiten Weltkriegs produziert Crayola die Knetmasse in den Vereinigten Staaten unter dem Namen Silly Putty als Spielzeug. Auch wird sie von verschiedenen Herstellern unter Handelsnamen wie Bouncing Putty, Tricky Putty, Potty Putty oder Thinking Putty vertrieben. In Deutschland ist die Knetmasse auch unter der Bezeichnung Intelligente Knete bekannt.
Kommerziell gehandelter hüpfender Kitt wird in verschiedenen Sorten angeboten, darunter auch Knetmasse, die bei Wärme ihre Farbe ändert, Knete mit Schimmereffekten, phosphoreszierende Knete oder ferromagnetische Knete, die auf Magnete reagiert.

## Physikalische Eigenschaften

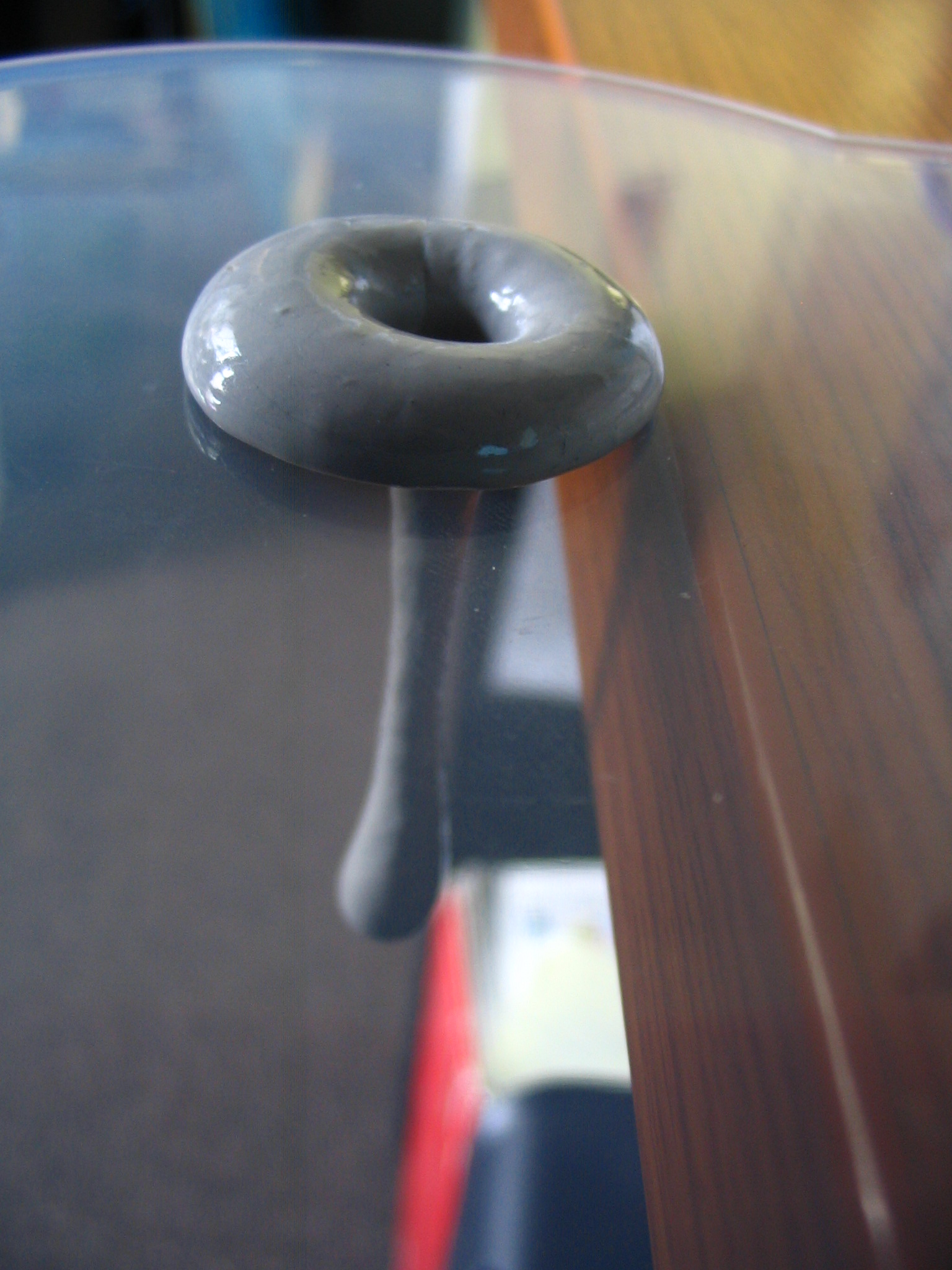
Durch ein Loch tropfende Knetmasse

Als sogenanntes nichtnewtonsches Fluid verändert die Knetmasse ihre Viskosität, wenn sich die auf sie einwirkenden Scherkräfte verändern. Wirkt nur eine geringe Kraft wie z. B. die Erdanziehung auf die Knetmasse ein, zerfließt sie langsam. Formt man jedoch eine Kugel und wirft sie gegen die Wand, springt sie wie ein Gummiball zurück. Wenn die Kraft groß genug ist, beispielsweise durch einen Hammerschlag, wird sie so spröde, dass sie zersplittert.
Im Vergleich zu Knetmasse auf Stärkebasis trocknet hüpfender Kitt aufgrund seiner Zusammensetzung nicht aus und wird weder rissig noch brüchig.

## Einsatzgebiete
Obwohl hüpfender Kitt in erster Linie ein Spielzeug ist, finden sich einige weitere Einsatzmöglichkeiten. So wird die Knete beispielsweise von Modellbauern als Schablone für Airbrush-Lackierungen eingesetzt. Auch als Therapieknete, etwa in der Ergotherapie oder Physiotherapie, findet sie Verwendung.
Ein Forscher-Team des Riverside Bourns College of Engineering der University of California (USA) entdeckte im Jahr 2014, dass der hüpfende Kitt die Energiedichte von Lithium-Ionen-Akkus auf das Dreifache erhöhen kann. Zudem konnte eine Steigerung der Lebensdauer der Akkus erreicht werden. Dies könnte zukünftig bedeutsam für die Speicherung von erneuerbaren Energien, speziell bei der Elektromobilität, werden.

## Zusammensetzung
Die Zusammensetzung von Silly Putty wird wie folgt angegeben:
Dimethylsiloxan 65 %, Siliziumdioxid (Silica) 17 %, Thixotrol ST (Verdickungsmittel auf Basis von Rizinusöl) 9 %, Polydimethylsiloxan 4 %, Decamethylcyclopentasiloxan 1 %, Glycerin 1 %, Titandioxid 1 %, Dimethylcyclosiloxan 1 %.
Dow Corning bietet unter der Bezeichnung 3179 Dilatant Compound ein dilatantes Material an, das folgende Inhaltsstoffe enthält: Polydimethylsiloxan 65 %, Siliziumdioxid (Silica) 17 %, Thixotrol 9 %, Borsäure 4 %, Glycerin 1 %, Titandioxid 1 %, Dimethylcyclosiloxan 1 %.

## Gesundheitliche Risiken
In einer 2005 vom Bundesinstitut für Risikobewertung veröffentlichten Studie wurde der Gehalt von Borsäure in der Hüpfknete bewertet. Demnach ist der Körper beim Hautkontakt durch Spielen oder bei Fehlgebrauch, beispielsweise durch Verschlucken, einer übermäßigen Dosis von Bor ausgesetzt. Diese erreicht fast die täglich für den Körper tolerierbare Aufnahmemenge. Zusammen mit anderen Aufnahmequellen, wie z. B. Nahrung, könnte sie überschritten werden. Wie viel der Borsäure allerdings tatsächlich freigesetzt und durch den Körper aufgenommen wird, konnte nicht simuliert und ermittelt werden.